# Solarkonstante
Als Solarkonstante E0 wird die langjährig gemittelte extraterrestrische Bestrahlungsstärke (Intensität) bezeichnet, die von der Sonne bei mittlerem Abstand Erde–Sonne ohne den Einfluss der Atmosphäre senkrecht zur Strahlrichtung auf die Erde auftrifft. Der Begriff „Konstante“ wird konventionell verwendet, obwohl es sich nicht um eine Naturkonstante handelt.

## Festlegung und jahreszeitliche Schwankung
2015 wurde die Solarkonstante von der IAU nach neuen Messergebnissen auf 
{\displaystyle E_{0}=1361\,\mathrm {\frac {W}{m^{2}}} =1361\,\mathrm {\frac {J}{m^{2}\,s}} }
festgelegt (Resolution B3) und wird seither so auch bei CODATA geführt.
Der bis dahin gültige Wert von {\displaystyle 1367\,\mathrm {\tfrac {W}{m^{2}}} } wurde 1982 von der Weltorganisation für Meteorologie in Genf festgelegt.
Infolge der Bahnexzentrizität schwankt der Abstand der Erde zur Sonne jahresperiodisch zwischen 147,1 und 152,1 Millionen Kilometern. Mit ihm schwankt die Bestrahlungsstärke außerhalb der Atmosphäre zwischen 1325 und 1420 W/m². Im Perihel liegt der Wert somit ca. 3,4 Prozent oberhalb und im Aphel ca. 3,3 Prozent unterhalb des Jahresmittels.
Bei klarem Wetter kommen davon in Meereshöhe drei Viertel der eingestrahlten Sonnenenergie an, da ein Teil von der Atmosphäre reflektiert und absorbiert wird. Die am Boden ankommende Sonnenenergie sinkt daher selbst bei klarem Wetter auf etwa 1000 W/m². Schon leichte Cirruswolken lassen diesen Wert weiter, auf etwa die Hälfte des Ausgangswertes, und damit unter 700 W/m² fallen.

## Schwankungen und langfristige Zunahme
Die Strahlungsleistung der Sonne selbst ist nahezu konstant. Auch der elfjährige Sonnenfleckenzyklus verursacht nur Schwankungen – sowohl im sichtbaren Spektrum als auch in der Gesamtstrahlung – von weniger als 0,1 Prozent.
Im UV-Bereich unterhalb 170 nm kann die Strahlung um den Faktor 2 variieren. Im Röntgenbereich zwischen 0,2 und 3 nm kann sich die Strahlungsleistung um bis zu zwei Größenordnungen, d. h. um den Faktor 100, ändern. Bei Sonneneruptionen sind im Röntgenbereich zwischen 0,1 und 0,8 nm auch Änderungen um mehr als fünf Größenordnungen (d. h. um einen Faktor größer 100.000) möglich.
Mittelfristige Störungen der Erdbahn, die ebenfalls die Bestrahlungsstärke auf der Erde beeinflussen, werden durch die Milanković-Zyklen beschrieben.
Langfristig nimmt die Strahlungsleistung der Sonne infolge der natürlichen Entwicklung als Hauptreihenstern um etwa ein Prozent alle 100 Millionen Jahre zu. Kurz nach ihrer Entstehung betrug ihre Leuchtkraft nur etwa 70 Prozent des heutigen Wertes. Bei der Beurteilung des Klimas in der frühen Erdgeschichte muss dieser Aspekt berücksichtigt werden; für den Zeitraum der Geschichte der Menschheit spielt er keine Rolle.

## Winkelabhängigkeit
Die Leistung pro Quadratmeter bezieht sich immer auf eine Fläche, die senkrecht zur Strahlung steht. Wenn die Sonne nicht senkrecht über der bestrahlten Oberfläche steht, beträgt die Strahlungsleistung bezüglich der bestrahlten Fläche
{\displaystyle E_{0}\cdot \sin(\alpha )},
wobei {\displaystyle \alpha } der Winkel zwischen der Einfallsrichtung der Strahlung und der Oberfläche ist.

## Weitere Fakten
Die ständig auf die Erde einstrahlende Strahlungsleistung der Sonne lässt sich als Produkt der Solarkonstante (E0 = 1361 W/m2) mit der Fläche der Erdkontur berechnen. Die Erdkontur ist näherungsweise ein Kreis mit (mittlerem) Erdradius R0 = 6.371 km mit der Fläche {\textstyle \pi R_{0}^{2}}. Die gesamte der Erde zugeführte Strahlungsleistung der Sonne beträgt demnach ca. 174 Petawatt (PW):
{\displaystyle E_{0}\cdot \pi R_{0}^{2}=173{,}55\cdot 10^{15}\,\mathrm {W} }
Andererseits gibt die Erde ständig Wärme ins Weltall ab, und zwar über ihre gesamte Oberfläche. Da die Oberflächentemperatur auf der Erde sich so eingestellt hat, dass ein Gleichgewicht besteht, und die Oberfläche der Erde {\textstyle 4\pi R_{0}^{2}} viermal so groß ist wie die Fläche der Erdkontur, „strahlt“ die Erde mit einem Viertel der Solarkonstante, also mit durchschnittlich {\displaystyle 340\,{\mathrm {\tfrac {W}{m^{2}}} }}. 
Zum Vergleich beträgt der Weltenergiebedarf der Menschheit 166 PWh (600 EJ) im Jahr (Stand 2018). Die Sonne strahlt also in einer Stunde knapp mehr Energie auf die Erde als der derzeitige jährliche Weltenergiebedarf der Menschheit beträgt.
Die Erdatmosphäre und ihr Klima beeinflussen die Globalstrahlung auf der Erdoberfläche. Den geometrischen Einfluss beschreibt die Luftmasse (Air Mass).
Um den Atmosphäreneinfluss auszuschließen, werden seit 1978 Messungen der Solarkonstante im Weltraum vorgenommen. Der 1995 gestartete Satellit SOHO führt kontinuierliche Beobachtungen der Sonne mit dem Radiometer Virgo durch. Die Messungen werden vom Königlichen Meteorologischen Institut von Belgien koordiniert.

## Strahlungsleistung der Sonne
Aus der Solarkonstanten (E0 = 1361 W/m2) lässt sich die Strahlungsleistung Φ der Sonne berechnen, indem man sie mit der Oberfläche A jener Hüllkugel um die Sonne multipliziert, die den Radius des mittleren Erdabstands r = 149,6 · 109 m hat:
{\displaystyle \Phi =E_{0}A=E_{0}\cdot 4\pi r^{2}=3{,}828\cdot 10^{26}\,\mathrm {W} }
Die Größenordnung der Strahlungsleistung der Sonne lässt sich auch mit dem Stefan-Boltzmann-Gesetz abschätzen und damit umgekehrt die Solarkonstante schätzen.

## Bestrahlungsstärke der Sonne in Deutschland
| Wetterverhältnisse                | Sommer        | Winter       |
| --------------------------------- | ------------- | ------------ |
| größtenteils klarer Himmel        | bis 1000 W/m² | bis 500 W/m² |
| leichte bis mittlere Bewölkung    | bis 600 W/m²  | bis 300 W/m² |
| starke Bewölkung bis trüber Nebel | bis 300 W/m²  | bis 150 W/m² |

Gemeint ist die auf einem Quadratmeter einer bodennahen Fläche einfallende Sonnenstrahlung, wenn die Sonne ihren mittäglichen Höchststand erreicht und wenn die Fläche rechtwinkelig zur einfallenden Strahlung ausgerichtet wird.

## Solarkonstanten der Planeten
Die folgende Tabelle gibt die Solarkonstante für die Planeten und drei ausgewählte Zwergplaneten des Sonnensystems an:
| Planet         | Große Halbachse in AE | Durchschnittliche Ee in W/m² | Ee im Vergleich zur Erde |
| -------------- | --------------------- | ---------------------------- | ------------------------ |
| Merkur         | 0,387                 | 9126,600                     | 6,70600                  |
| Venus          | 0,723                 | 2601,300                     | 1,91100                  |
| Erde           | 1,000                 | 1361,000                     | 1,00000                  |
| Mars           | 1,524                 | 589,200                      | 0,43300                  |
| (1) Ceres      | 2,766                 | 179,000                      | 0,13100                  |
| Jupiter        | 5,204                 | 50,500                       | 0,03700                  |
| Saturn         | 9,582                 | 14,990                       | 0,01100                  |
| Uranus         | 19,201                | 3,710                        | 0,00270                  |
| Neptun         | 30,047                | 1,510                        | 0,00111                  |
| (134340) Pluto | 39,482                | 0,873                        | 0,00064                  |
| (136199) Eris  | 67,700                | 0,300                        | 0,00022                  |